# La Baume-d’Hostun
La Baume-d’Hostun – miejscowość i gmina we Francji, w regionie Owernia-Rodan-Alpy, w departamencie Drôme.
Według danych na rok 1990 gminę zamieszkiwały 324 osoby, a gęstość zaludnienia wynosiła 38 osób/km² (wśród 2880 gmin regionu Rodan-Alpy La Baume-d’Hostun plasuje się na 1306. miejscu pod względem liczby ludności, natomiast pod względem powierzchni na miejscu 1239.).
Przez gminę przepływa rzeka Isère. 